# Merionoeda baliana
Merionoeda baliana är en skalbaggsart som beskrevs av Yokoi och Tatsuya Niisato 2007. Merionoeda baliana ingår i släktet Merionoeda och familjen långhorningar. Inga underarter finns listade i Catalogue of Life.